# Comuna Vînohradne, Tokmak
Vînohradne (în ucraineană Виноградне) este o comună în raionul Tokmak, regiunea Zaporijjea, Ucraina, formată din satele Ceapaievka și Vînohradne (reședința).

## Demografie
Componența lingvistică a comunei Vînohradne
     Ucraineană (88,7%)
     Rusă (10,96%)
     Alte limbi (0,34%)
Conform recensământului din 2001, majoritatea populației comunei Vînohradne era vorbitoare de ucraineană (88,7%), existând în minoritate și vorbitori de rusă (10,96%).